# 大刀 (冷兵器)
大刀又称“大砍刀”，是中国的一类传统冷兵器，属于刀的一种。因其在抗日战争中的广泛应用而著名。

## 相关事物

### 历史事件
- 喜峰口抗战（大刀队）

### 乐曲
- 大刀进行曲